# 刘祖武
刘祖武（1886年—1922年）字继之，云南砚山人。中华民国陆军上将。

## 生平
刘祖武历任云南陆军讲武堂炮兵教官，特别班班主任。1911年，在云南昆明重九起义中，讲武堂教官刘祖武奉李根源之命进攻军械局。李根源用黑炸药炸开军械局围墙，谢汝翼率部冲入，烧毁军械局大门，李根源率七十三标占领军械局。重九起义成功后，刘祖武历任云南陆军讲武学校校长，滇南驻军司令。
1915年12月21日，袁世凯封唐继尧等9人为一等侯，封张子贞等19人为二等男。12月24日，云南陆军第一师师长张子贞、第二师师长刘祖武发出《反对袁世凯帝制自为电》，通电反袁。12月25日，蔡锷、唐继尧、李烈钧暨军政全体发出通电，宣布云南独立，兴兵讨袁。1915年12月29日，张子贞获北京政府加将军衔，暂代督理云南军务，此外，北京政府还任命刘祖武为云南巡按使，想借此分化滇军，但此时已投身护国的张子贞、刘祖武断然拒绝了北京政府的任命。刘祖武出任云南护国第三军第三梯团长。
后来，刘祖武曾任云南省代理省长。1922年2月27日，省长刘祖武因病离职，各界请代理滇军总司令金汉鼎代理省长。
1922年，刘祖武逝世。